# Fidalgo Cavaleiro da Casa Imperial

O brasão da casa imperial

Fidalgo Cavaleiro da Casa Imperial era um título honorífico brasileiro, também referido como Gentil-Homem da Imperial Câmara. Herança aristocrática da nomenclatura da antiga nobreza lusitana, era concedido por decreto do imperador, geralmente a membros da pequena nobreza descendentes dos grandes do reino ou aos novatos na escala dos títulos de nobreza. 
Era uma honraria privilegiada e um foro posterior à titulação de moço fidalgo. Geralmente a titulação de Fidalgo Cavaleiro precedia a titulação nobiliárquica dos futuros barões e viscondes.  
Os Fidalgos Cavaleiros faziam parte do corpo da nobreza brasileira e tinham funções nas grandes solenidades dos dias de gala e formaturas solenes dos quais participava o imperador. Integravam os cortejos em posição física e hierárquica imediatamente posterior aos titulares propriamente ditos, e precediam aos moços fidalgos, e podiam ser nomeados camareiros.
Diversos fazendeiros que receberam o imperador Dom Pedro II ou colaboraram com as recepções do mesmo em suas viagens ou excursões pelo país, ao longo de todo o tempo e extensão do império, e também aos que acudiram e colaboram com causas públicas, era de praxe também receberem, como prova do agrado e gratidão real, este tipo de honraria e serem feitos fidalgos cavaleiros.  